# 重力式鉄道
重力式鉄道（じゅうりょくしきてつどう）は、旅客や貨物を輸送する車両が重力の力のみによって勾配を下っていく方式の鉄道である。降りた車両は獣力または定置式蒸気機関によるケーブル牽引などによって引き上げられる。坂を下る速度は車両に備えられたブレーキによって制御される。遊園地にある一般的なローラーコースターは、重力式鉄道の技術により設計されている。

## 重力式鉄道の種類
重力式鉄道には、路線の一部区間において坂の頂上に滑車を設置しここを回したケーブルを使って、貨物や旅客を積んで坂を下る車両の重量で、空の車両を坂の上へ引き上げるように設計されているものもある。ジョン・ジャービスが設計したより新しい方式では、石炭など積み荷を積んだ車両が目的地へ向けて走る「重量線」(heavy track) と空車を鉱山へむけて返却するために使う「軽量線」(light track) を使用する。この方式では待避線を使わずに車両が往復することができた。定置式蒸気機関と循環するケーブルを使って空車を坂に沿って引き上げる。そして緩い坂道を次の引き上げるポイントまで車両が走行する。路線の端でループ線ではなく、分岐器を使って走行の向きを変えるときは、この鉄道はスイッチバック重力式鉄道となる。

### スイッチバック重力式鉄道

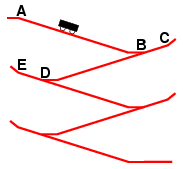
スイッチバック重力式鉄道の概念図

スイッチバック重力式鉄道は、車両の動きに合わせて自動的に転換するスイッチバックと呼ばれる分岐器を使って、坂を下る車両が特定の地点で自動的に向きを変えるようになっている重力式鉄道である。右の図のように、特徴的なジグザグの形に勾配を折りたたんだものである。車両はAの地点から出発し、Bの分岐器を通過し、Cの地点で停車する。そこで逆向きに走り出して分岐器Bを通過し、分岐器Dに到達する。この動きが繰り返される。空車を頂上へ運び上げるためには普通異なる線路が用いられる。
この方式で最初に導入されたのはモーク・チャンク・スイッチバック鉄道であるとされ、1827年から1933年まで石炭と旅客を輸送していた。これは観光客にとても人気があり、ローラーコースターの開発につながった。

### 自動式インクライン
イギリスでは、自動式インクラインというものがあり、積み荷を積んだ車両が坂を下り、これがケーブルを通じて空車を引き上げるようになっている。2本の独立した線路を有していることもあれば、1本の線路に待避線を持っていることもある。この方式はウェールズにおける石材輸送鉄道で広く使われた。
この方式の派生形として、旅客輸送用のケーブルカーがある。どちらの客車にも水タンクが備えられており、最初はどちらにも水が入っているが、重量差で車両が動き出すようになるまで下部の車両のタンクから水が抜かれる。

## 例

### イギリス
北西ウェールズのグウィネズにあるフェスティニオグ鉄道は、1832年に丘陵上部にある石切り場から粘板岩を海に面したポースマドッグまで輸送するために建設された。貨車が重力によって下るように線路が敷設されたが、当初は空車の貨車を丘へ引き上げるために馬が用いられていた。下り方向の運行では、馬はダンディ・ワゴンと呼ばれる列車最後尾の車両に乗せられていた。後に蒸気機関牽引が導入された。この狭軌の鉄道は現在でも運行されているが、すべての旅客列車が機関車牽引となっている。デモンストレーションとしての重力式列車は今でも時折当初からの貨車を使って運行される。

### アメリカ合衆国

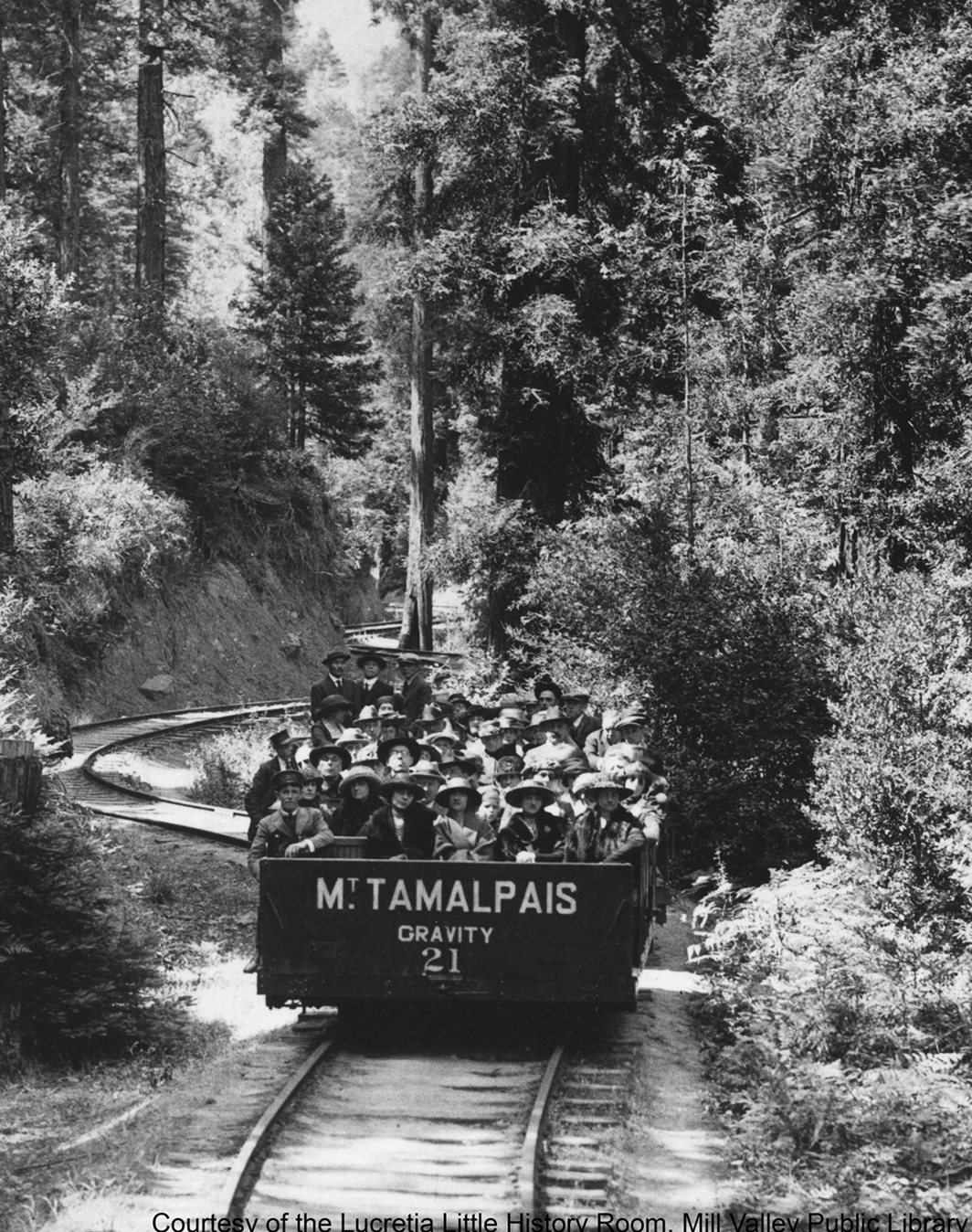
マウント・タマルパイス・アンド・ムーア・ウッズ・シーニック鉄道の重力式車両21号、1915年頃

アメリカ合衆国では、デラウェア・アンド・ハドソン運河が大規模な重力式鉄道網を1828年から1898年まで運行していた。22の独立した勾配があり全長55マイル（約88 km）のペンシルバニア石炭会社重力式鉄道が最長で、1885年まで運行された。1886年に、1882年に設立されたショホラ・グレン・サマー・リゾートがこの設備や機材を買収し、1907年まで運行された。
重力式鉄道が成功をおさめ進歩したことから、ホーリー・アンド・ピッツトンの重力式運行鉄道が造られた。この全長47マイルの鉄道は、ポーパック・エディ（Paupack Eddy、あるいはホーリー Hawley）からグリフィス（Griffith、あるいはピッツトン Pittston）までを結び、ペンシルバニア石炭会社が無煙炭を炭鉱から直接ハドソン・アンド・デラウェア運河に出荷できるようになった。この運河は最終的にニューヨークの市場へと無煙炭を運んだ。
1896年から1930年まで、カリフォルニア州マリン郡にあるタマルパイス山でも重力式車両の運行が行われ、旅客は281の曲線を通ってミルバレーまで乗車していた。2009年5月3日、かつての交通手段を記念して重力式車両の車庫が山の頂上に建設され、重力式車両の忠実なレプリカが60フィートの線路の上に置かれている。

## その他の勾配向け鉄道
ケーブルカーは、ケーブルから切り離されて車両が走ることがまったく無いため、真の重力式鉄道ではない。ラック式鉄道もまた同様の理由で真の重力式鉄道ではない。